# Midori
Midori è una città giapponese della prefettura di Gunma.